# Dénéon
Dénéon är en ort i Burkina Faso.   Den ligger i provinsen Province du Bam och regionen Centre-Nord, i den centrala delen av landet, 130 km norr om huvudstaden Ouagadougou. Dénéon ligger 307 meter över havet och antalet invånare är 837.
Terrängen runt Dénéon är platt. Närmaste större samhälle är Lourfa, 13,2 km väster om Dénéon.
Trakten runt Dénéon består i huvudsak av gräsmarker. Runt Dénéon är det ganska glesbefolkat, med 50 invånare per kvadratkilometer.